# Schaffermahl in Stralsund
Das Schaffermahl in Stralsund ist eine  traditionelle Zusammenkunft der Angehörigen von Berufsvereinigungen der Schiffer in Stralsund.
Die Schaffer genannten Mitglieder der Schifferbruderschaften, die mit den Geschäften der Vereinigung beauftragt waren, trafen sich zu Beginn der Navigationsperiode zu einem Abschiedsessen. Die Schiffercompagnie, die seit 1488 bestehende Vereinigung der Schiffer der Hansestadt Stralsund, legte 1699 in Artikel 6 ihrer Ordnung fest: „So oft es die Not erfordert, dass aus der Bruderschaft zwei für dem Amte, dass notwendig sein muss, für Schaffer erwählet und benennet werden [...]. Nach altem Gebrauch und zu dem Schaffer-Gedächtnis muß ein jeder dieser Compagnie als Schaffer 3 Loth neu gemachtes Silber erlegen. Zu Wein erleget jedes neu benenneter Schaffer 5 Gulden, für den Alterleuten und anderen Schaffern. [...] Ehe und bevor die Tafel gedecket, soll der älteste Schaffer aufklopfen, heißen die sämtlichen Brüder willkommen [...].“
Das Schaffermahl wurde 1992 nach einer längeren Pause wieder eingeführt und findet seitdem regelmäßig statt. Das Mahl besteht traditionell aus Hechtsuppe, Labskaus und roter Grütze.
Während früher nur die Schaffer eingeladen waren, gilt das heute auch für Vertreter aus Politik, Wirtschaft und Kultur.